# Liga Futebol Timor-Leste
Die Liga Futebol Timor-Leste (LFTL) ist der nationale Ligenverband der osttimoresischen Fußballliga. Er organisiert die Austragungen der Ligen und der Pokalmeisterschaften. Präsident der LFTL ist Nilton Gusmão dos Santos.

## Geschichte
Am 15. August 2020 wurde die bisherige Liga Futebol Amadora (LFA) durch einen Kongress in die LFTA umgewandelt. Nilton Gusmão, der bisherige Präsident der LFA, wurde als neuer Präsident der LFTA in seinen Amt bestätigt.